# Sarah Wright
Sarah Fay Wright Olsen (Louisville, Kentuchy, 28 de septiembre de 1983) es una actriz estadounidense. Interpretó a Millicent Gergich en un papel recurrente en Parques y Recreación .

## Vida personal
Sarah Wright nació el 28 de septiembre de 1983 en Louisville, Kentucky.  Se graduó de "Seneca High School" en 2005. 
En 2005, Wright se casó con A.J. Mason. Se divorciaron en 2006.  
En 2011, en un episodio de The Talk, anunció su compromiso con el actor Eric Christian Olsen.  Se casaron cerca de Jackson Hole, Wyoming, el 23 de junio de 2012. La pareja tiene un hijo, nacido en 2013,  y dos hijas, nacidas en 2016  y 2020.  
Wright y la actriz Teresa Palmer cofundaron el sitio para padres Your Zen Mama y fueron coautores del libro Zen Mamas: Finding Your Path Through Pregnant, Birth and Beyond en 2021. 

## Trayectoria
Sarah Wright comenzó su carrera como actriz a una edad temprana.  Cuando tenía 14 años se convirtió en modelo y poco después apareció en un papel menor en la comedia de 1998 Enchanted. Interpretó el personaje de Paige Chase en la comedia Quintuplets.  Coprotagonizó la comedia de Fox The Loop como Lizzy.  También interpretó el papel recurrente de Jane en la serie 7th Heaven de CW .  En 2011, Wright comenzó un papel recurrente en la serie de comedia de reemplazo de mitad de temporada de CBS, Mad Love, y mantuvo un pequeño papel recurrente como Millicent Gergich en el programa de NBC Parks and Recreation . 
En 2017, Wright coprotagonizó junto a Tom Cruise la película de acción y crimen American Made como Lucy Seal.  Tuvo un papel importante en el programa de Netflix Spinning Out, que se emitió el 1 de enero de 2020. 

## Filmografía

### Películas
| Año  | Título                    | Personaje                     | Notas        |
| ---- | ------------------------- | ----------------------------- | ------------ |
| 1998 | Enchanted                 | David's High School Date      |              |
| 2006 | All You've Got            | Lauren McDonald               |              |
| 2007 | X's & O's                 | Jane                          |              |
| 2008 | Made of Honor             | Rubia sexy                    |              |
| 2008 | Wieners                   | Lavender                      |              |
| 2008 | The House Bunny           | Ashley                        |              |
| 2008 | Surfer, Dude              | Stacey                        |              |
| 2008 | Streak                    | Ashley                        | Cortometraje |
| 2012 | Touchback                 | Jenny                         |              |
| 2012 | Esposos, amantes y amigos | Tera                          |              |
| 2013 | 21 & Over                 | Nicole                        |              |
| 2013 | Girls Season 38           |                               | Cortometraje |
| 2014 | Walk of Shame             | Denise                        |              |
| 2017 | American Made             | Lucy Seal                     |              |
| 2019 | The Place of No Words     | Sarah/Knight in Shining Armor |              |

### Televisión
| Year      | Title                                 | Role              | Notes                                                                           |
| --------- | ------------------------------------- | ----------------- | ------------------------------------------------------------------------------- |
| 2004–2005 | Quintuplets                           | Paige Chase       | 22 episodios                                                                    |
| 2005      | CSI: Miami                            | Sara Jennings     | Episodio: "Prey"                                                                |
| 2005      | Malcolm in the Middle                 | Vicki             | Episodio: "amante"                                                              |
| 2006      | The Loop                              | Lizzy             | Serie regular                                                                   |
| 2006–2007 | 7th Heaven                            | Jane              | 18 episodios                                                                    |
| 2007      | Up All Night                          | Kris              | Film de Televisión                                                              |
| 2008      | Mad Men                               | Susie             | Episodio: "Maidenform"                                                          |
| 2008      | Ernesto                               | Madizon Cutler    | Film de Televisión                                                              |
| 2009      | Accidentally on Purpose               | Sasha             | Episodio: "The Love Guru"                                                       |
| 2009      | How I Met Your Mother                 | Claire            | Episodio: "The Playbook"                                                        |
| 2009      | Waiting to Die                        | Brandi            | Film de Televisión                                                              |
| 2010      | The Middle                            | Kasey             | Episodio: "A Birthday Story"                                                    |
| 2010      | True Love                             | Tiffany           | Film de Televisión                                                              |
| 2011      | Mad Love                              | Tiffany McDermott | 7 episodios                                                                     |
| 2011      | The Assistants                        | Tina              | Film de Televisión                                                              |
| 2011–2013 | Parks and Recreation                  | Millicent Gergich | 5 episodios                                                                     |
| 2012      | Happy Endings                         | Nicki             | Episodio: "The Shrink, the Dare, Her Date and Her Brother"                      |
| 2012      | Happy Valley                          | Agnes Little      | Film de Televisión                                                              |
| 2013      | Men at Work                           | Molly             | 3 episodios                                                                     |
| 2013      | Don't Trust the B---- in Apartment 23 | Trish Osborne     | Episodio: "Original Bitch..."                                                   |
| 2013      | Hello Ladies                          | Courtney          | Episodio: "Pilot"                                                               |
| 2014      | Mixology                              | Laura             | 3 episodios                                                                     |
| 2014–2015 | Marry Me                              | Dennah            | 18 episodios                                                                    |
| 2015      | House Hunters                         | A sí misma        | Episodio: "Television Actors Hunt for a Vacation Home in Jackson Hole, Wyoming" |
| 2017      | Lady Dynamite                         | A sí misma        | Episodio: "Kids Have to Dance"                                                  |
| 2020      | Spinning Out                          | Mandy Davis       | 10 episodios                                                                    |
| 2021      | Home Economics                        | Jessica           | Episodio: "Giant Jenga, $120"                                                   |